# Nørup Sogn
Nørup Sogn ist eine Kirchspielsgemeinde (dän.: Sogn) im südlichen Dänemark. Bis 1970 gehörte sie zur Harde Tørrild Herred im damaligen Vejle Amt, danach zur Egtved Kommune im erweiterten Vejle Amt, die im Zuge der  Kommunalreform zum 1. Januar 2007 in der „neuen“  Vejle Kommune in der Region Syddanmark aufgegangen ist.
Im Kirchspiel leben 1680 Einwohner (Stand:1. Januar 2023). Im Kirchspiel liegt die Kirche „Nørup Kirke“.
Nachbargemeinden sind im Norden Gadbjerg Sogn, im Nordosten Jelling Sogn, im Osten Bredsten Sogn, im Süden Egtved Sogn, im Westen Randbøl Sogn und im Nordwesten Lindeballe Sogn.